# Viaducte de les Fosses

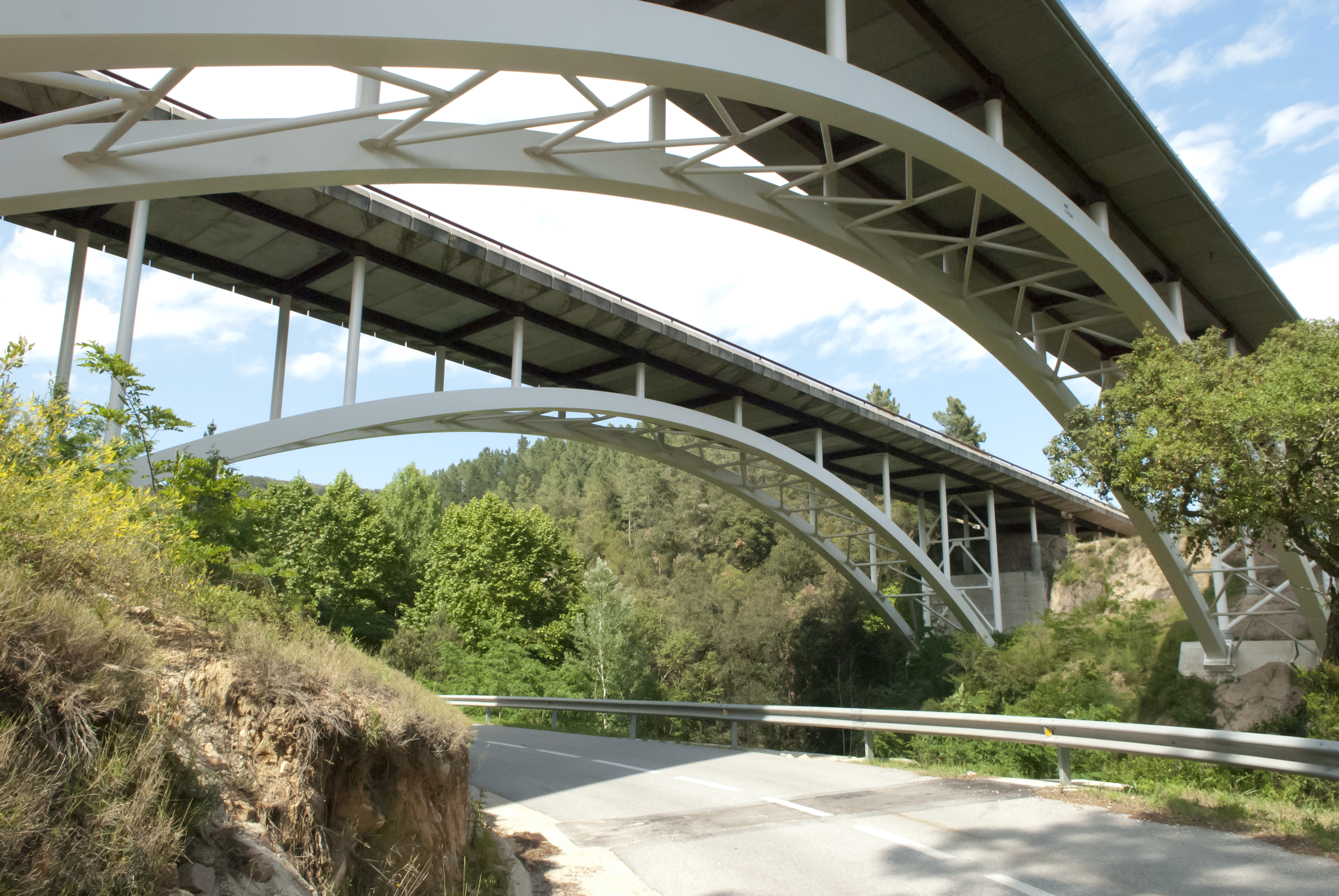
Aspecte dels arcs metàl·lics construïts en acer des de la carretera Sant Hilari Sacalm - Santa Coloma de Farners.

El viaducte de les Fosses (o arcs de les Fosses) és un dels 50 viaductes que formen part de l'autovia C-25, popularment coneguda com a Eix Transversal. És un doble viaducte en arc que té una longitud de 394 metres. Es troba prop del municipi de Santa Coloma de Farners, just a la sortida del túnel de les Fosses en direcció Girona.
El viaducte de les Fosses permet salvar un profund desnivell pel qual circula la Riera de Santa Coloma i la carreta GI-551 que uneix Sant Hilari Sacalm amb Santa Coloma de Farners. Així es dona continuïtat a la carretera i uneix el tram que transcorre dins el túnel de les Fosses (de 467 metres de longitud) amb el tram que transcorre sobre terreny planer. El viaducte discorre en una zona d'abundants dificultats orogràfiques, zones fluvials i corriments de terres, que van fer augmental el volum d'obra i el pressupost.
El viaducte està duplicat, és a dir, hi ha 2 viaductes paral·lels d'aspecte molt similar que permeten la circulació en els dos sentits en calçades diferents. Així doncs, cadascun dels 2 viaductes està format per 2 arcs metàl·lics dobles, un a continuació de l'altre. En total, hi ha 8 arcs metàl·lics.
Aquesta obra té la singularitat de ser l'únic viaducte en arc que existeix en l'Eix Transversal. A més, els seus 394 metres de longitud fa que sigui un dels viaductes més llargs d'aquesta carretera.
El viaducte de les fosses es va construir en dos etapes temporals diferents, de la mateixa manera que totes les infraestructures que formen part de l'Eix Transversal. El primer viaducte va entrar en funcionament el 12 de desembre de 1997, moment en què l'Eix Transversal va quedar inaugurat amb caràcter de via ràpida. El segon viaducte, lleugerament diferent a l'anterior, va entrar en funcionament el gener de 2013, després de les obres de desdoblament que van donar a la carretera el caràcter d'autovia.
El viaducte és propietat de la Generalitat de Catalunya, igual que l'eix Transversal.

## El primer viaducte
GISA, l'empresa adjudicada per la Generalitat de Catalunya per construir l'eix Transversal, va encarregar el projecte d'aquest viaducte a l'oficina Enginyeria Reventós S.L., de manera que el disseny del viaducte va anar a càrrec de Manuel Reventós Rovira. Aquest viaducte va ser construït per FCC Fomento de Construcciones y Contratas.
El seu disseny el va fer mereixedor del premi Construmat 1997 a l'enginyeria civil.

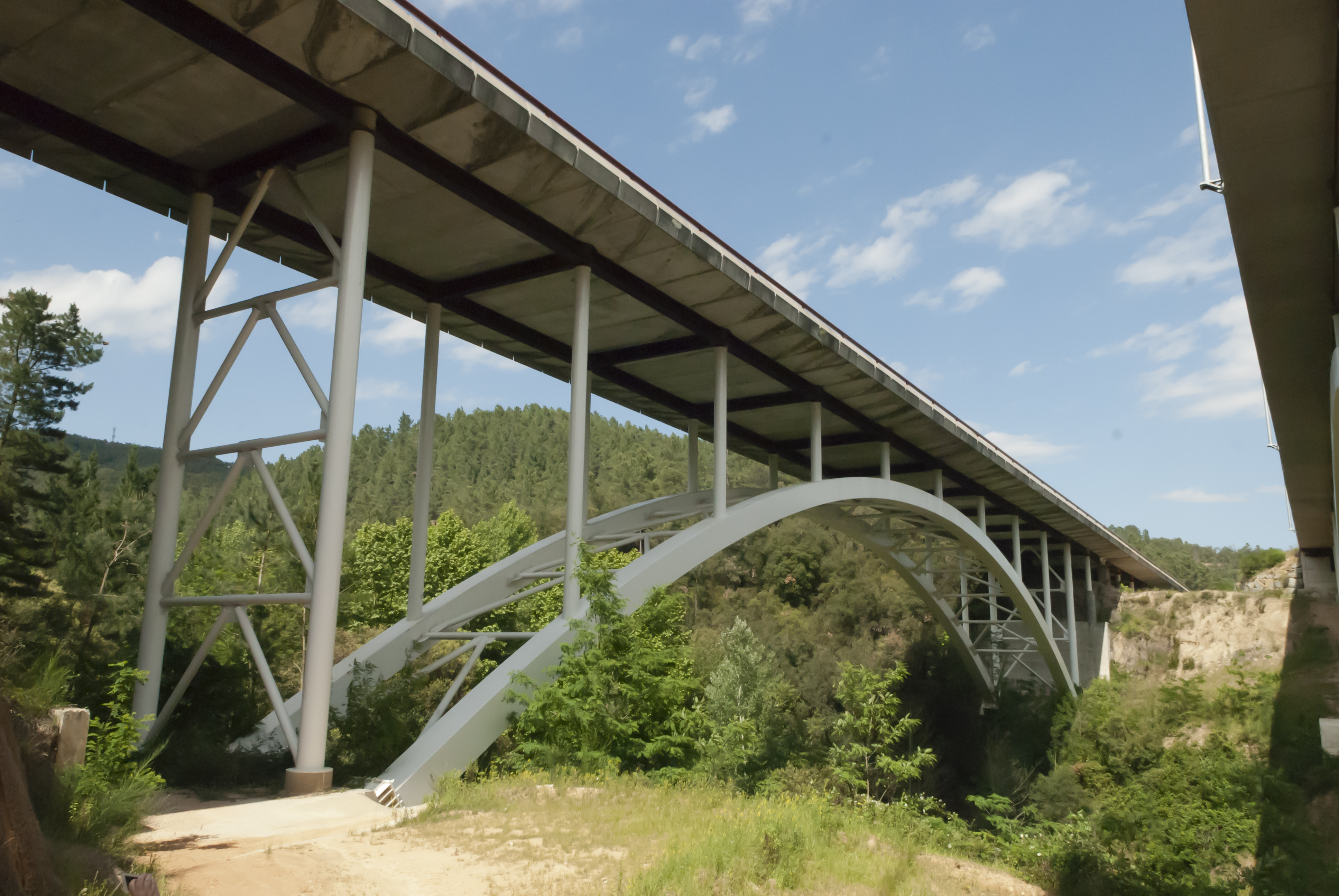
Imatge en detall del 1r viaducte.

## El segon viaducte
El segon viaducte es va concebre com una duplicació del primer, de manera que es va mantenir l'estructura singular d'arc que tenia. Així doncs, es va construir una estructura paral·lela de similars característiques. Van ser necessaris treballs de desbrossament, obres de drenatge per millorar el pas de la riera de Santa Coloma, terraplenat i fonamentació del nou viaducte. En aquest cas, l'empresa encarregada de la construcció va ser l'espanyola COMSA EMTE.

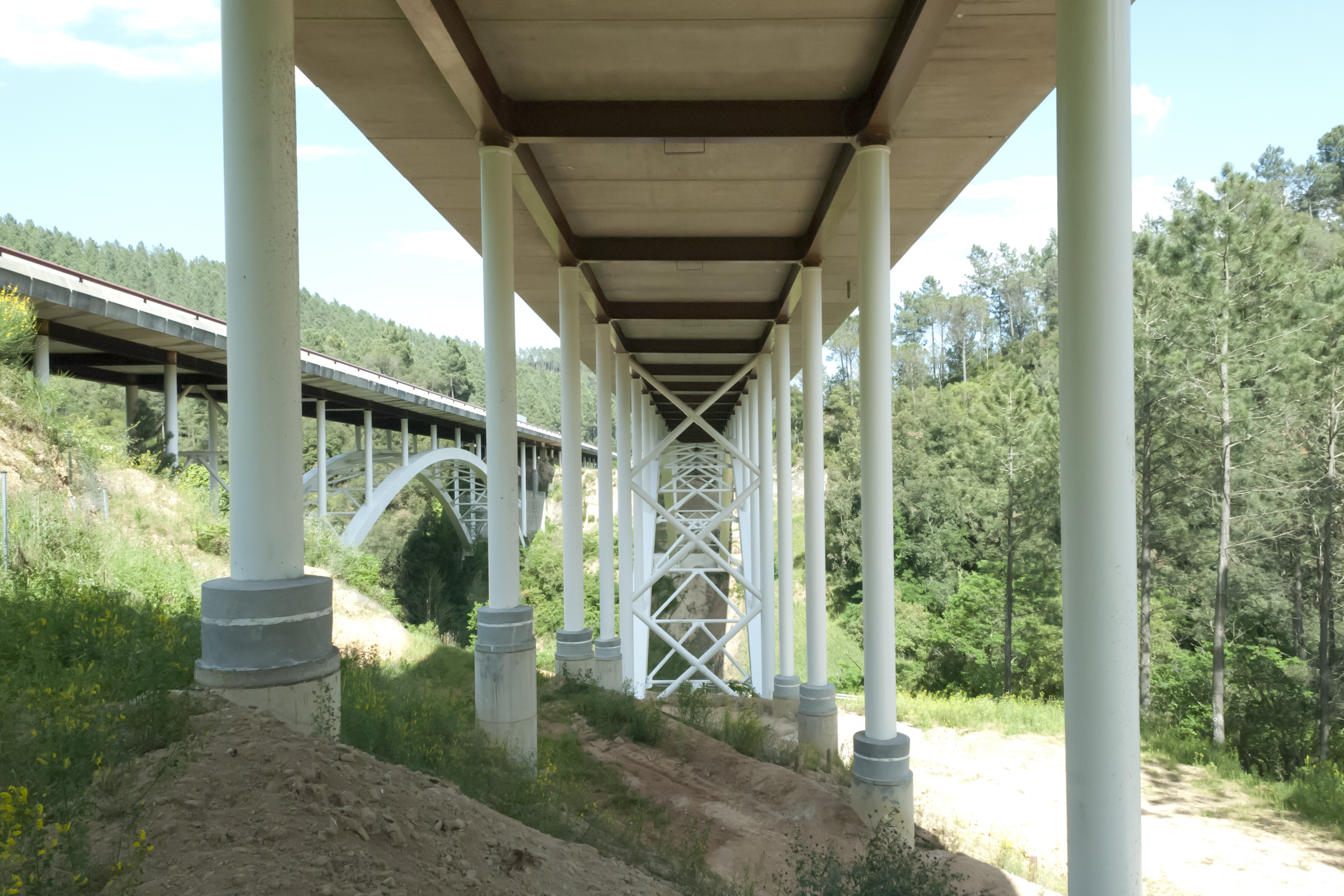
Detall del tauler de formigó i l'estructura metàl·lica sobre el qual es recolza.

A data de març de 2011, el nou viaducte ja estava finalitzat.

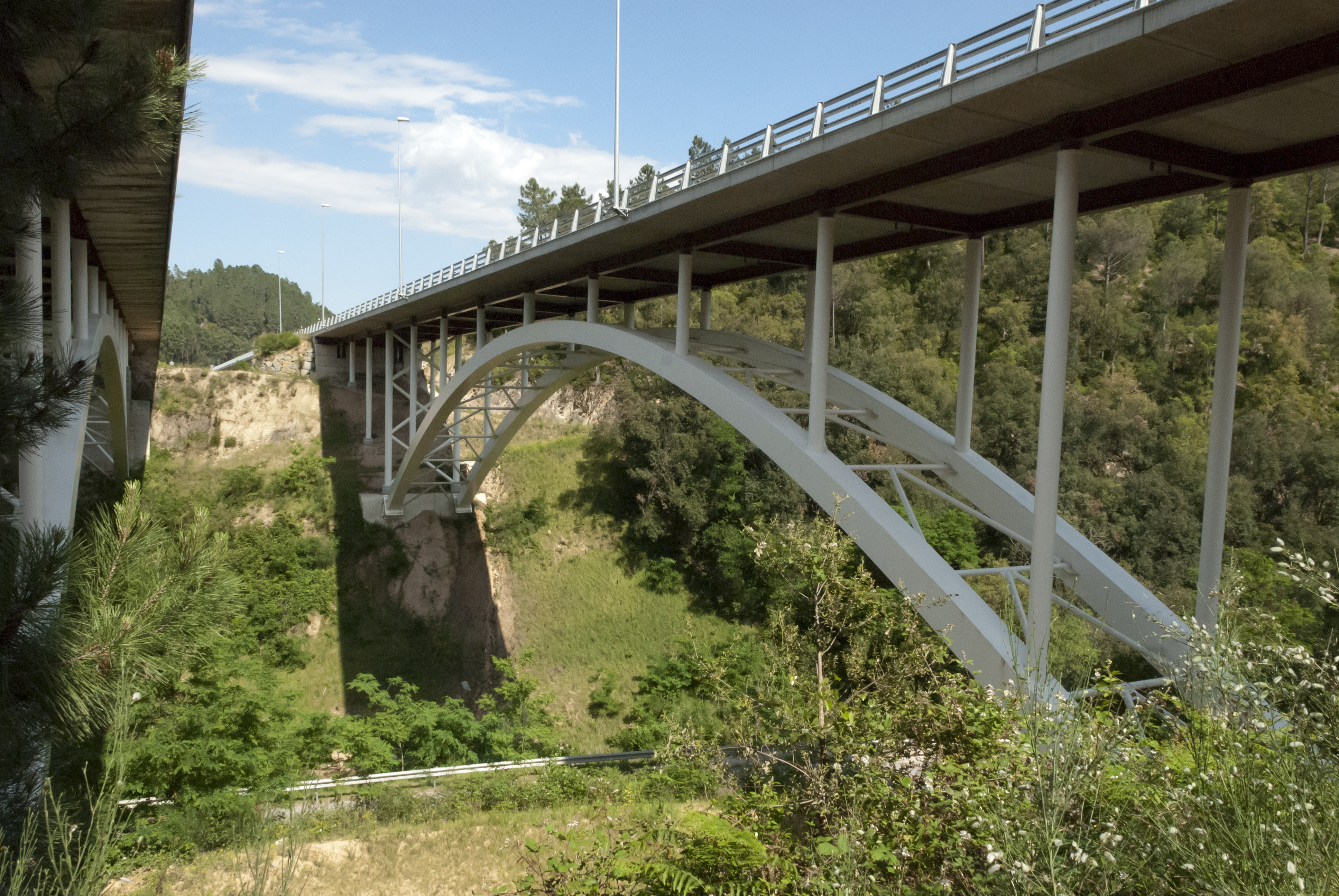
Imatge en detall del 2n viaducte.